# ¿Para cuándo son las reclamaciones diplomáticas?
¿Para cuándo son las reclamaciones diplomáticas? es una obra de teatro de Ramón María del Valle-Inclán.

## Argumento
El asesinato del alemán Walter Rathenau centra el diálogo entre dos periodistas: Don Herculano Cacodoro, director del diario El Abanderado de las Hurdes y su jefe de redacción Don Serafín. El primero asegura que la técnica utilizada parece un plagio del asesinato del político español Eduardo Dato un año antes, y de ahí deriva la ironía del título de esta pieza corta.

## Publicación
La obra se publicó por primera vez el 15 de julio de 1922 en el semanario España.